# Acalypha depressinervia
Acalypha depressinervia är en törelväxtart som först beskrevs av Carl Ernst Otto Kuntze och som fick sitt nu gällande namn av Karl Moritz Schumann.
Acalypha depressinervia ingår i släktet akalyfor och familjen törelväxter. Inga underarter finns listade i Catalogue of Life.